# Japa
Japa ou japam é a repetição mental ou verbal de um mantra com o objetivo de atingir estados alterados de consciência. A repetição do mantra, o japa, pode ser feita de três maneiras diferentes:
- Em voz alta.
- Em forma de um murmúrio sem movimento dos lábios.
- Mentalmente.

Todas elas têm uma relação íntima com a respiração, o pranayama e o mátra (ritmo).  
Em Kularnava tantra, capítulo onze, sutra 19, diz-se: 
| “ | Durante o japa, deve-se evitar toda a preguiça, bocejo, sono, espirro, salivação, medo, movimento e/ou emoção. O mantra nada realiza se houver comida em excesso, conversação incoerente, falatório, autoritarismo, apego às coisas, instabilidades etc. Durante o japa, devem-se evitar a inércia, a aflição, a atividade desnecessária, a imaginação desvairada e o esbravamento (gritaria). Fique em paz, seja limpo e frugal com a comida, durma no chão, tenha controle da sua dualidade, tenha a mente estável, tenha autocontrole e seja calado. Então, faça o japa. | ” |

No Hinduísmo, o Japamala (um cordão com sementes) é usado durante a prática do japa. No Hinduísmo, Vaishnavas, geralmente, usam Japamalas de sementes de Tulsi. E os Shaivitas usam semente de Rudrakhsa. O número de sementes no Japamala é, geralmente, 108. Os praticantes podem se sentar ou andar durante a prática, feita pela manhã, à tarde ou no alvorecer. A cada repetição do japa, uma semente é contada. Os japas mais utilizados nestas práticas são os Om, Hrimee Krim.
No Tantra shastra, deve-se acrescentar a terminação namah (Eu saúdo). 
O mantra é, geralmente, dado pelo Guru ao discípulo durante sua iniciação. Existe uma similaridade com a prática Cristã do terço.

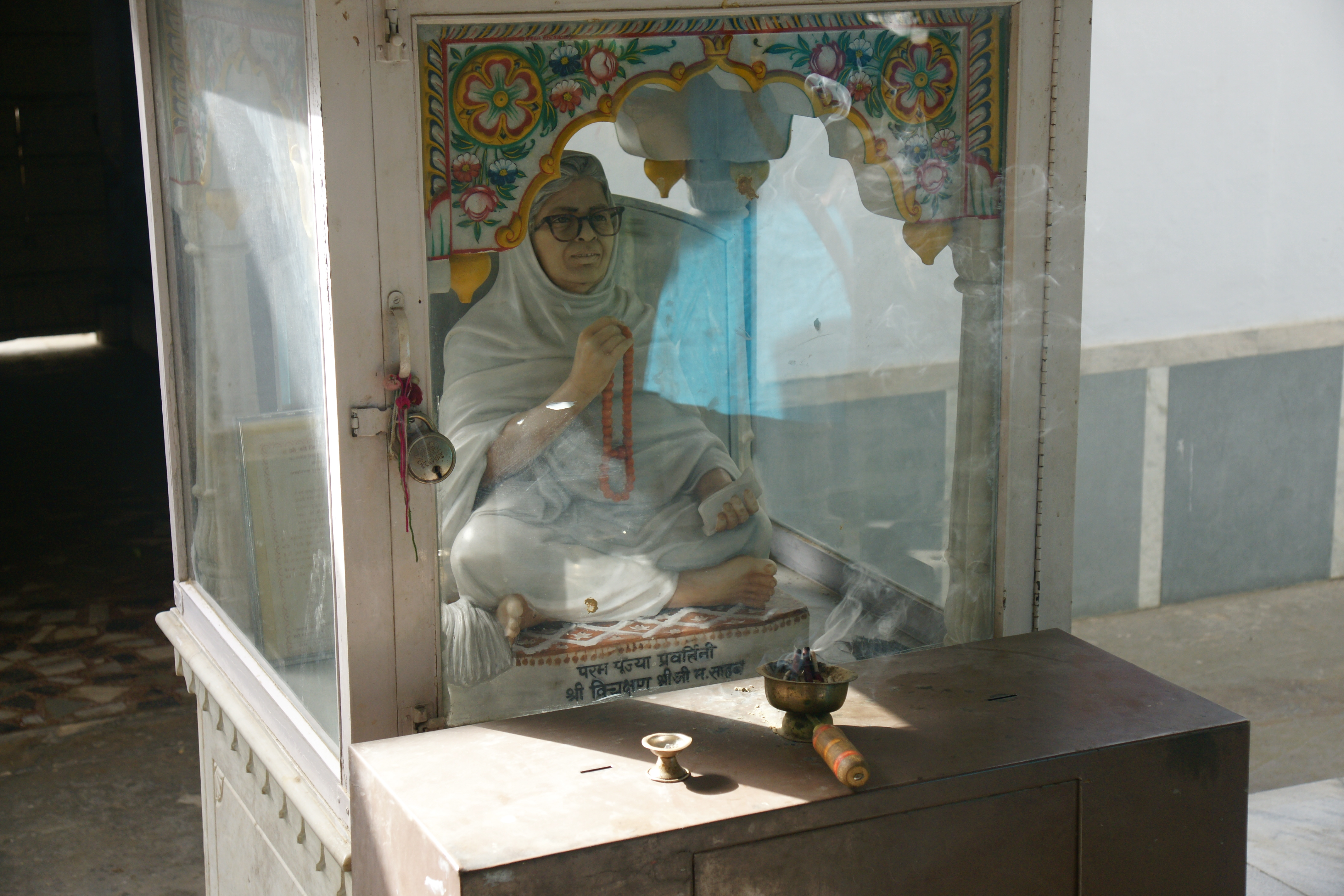
Estátua representando uma renunciante jainista recitando japas com o auxílio de um japamala